# Blackfish (film)
Pour les articles homonymes, voir Blackfish.
Pour plus de détails, voir Fiche technique et Distribution.
Blackfish est un film documentaire américain réalisé par Gabriela Cowperthwaite (en), sorti en 2013.
Le film est en grande partie centré sur la vie de l'orque Tilikum du parc aquatique SeaWorld et des morts qu'elle a causé mais, plus généralement, cherche à démontrer les dangers de la captivité sur ces animaux.
Le film a été présenté au cours du festival du film de Sundance 2013, où il a été acheté par Magnolia Pictures afin de bénéficier d'une diffusion plus large.

## Synopsis

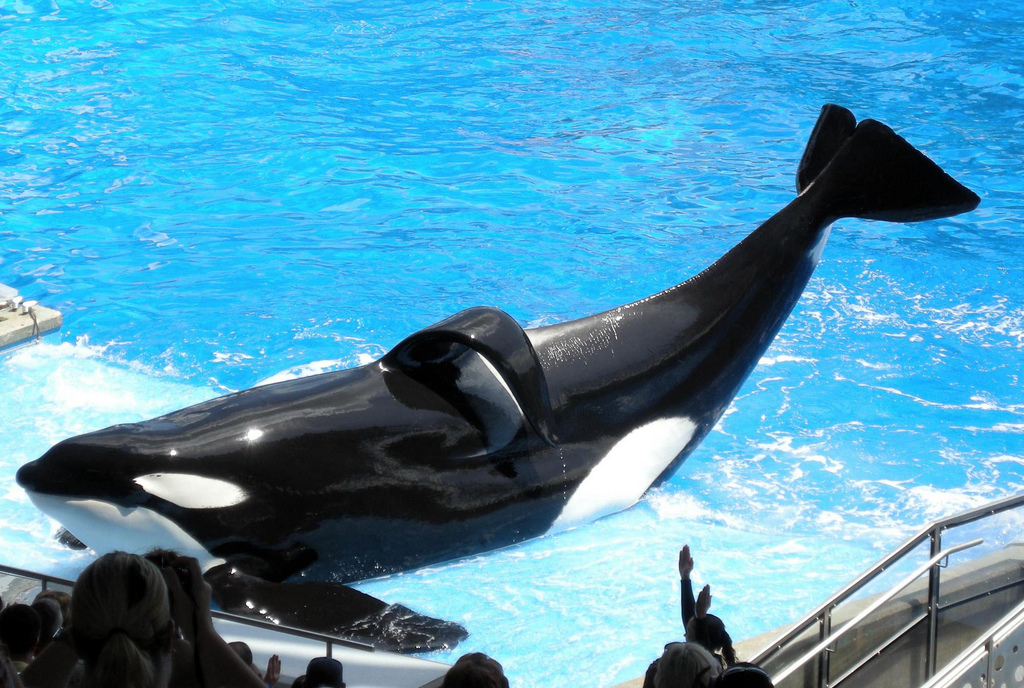
Tilikum durant l'une de ses performances au SeaWorld, le 6 mai 2009.

Le documentaire se concentre sur la captivité de l'orque Tilikum, responsable de la mort de trois personnes, et des conséquences de la captivité sur ces cétacés.
Blackfish suit la vie de Tilikum, de sa capture en 1983 au large de l'Islande, à l'animosité des autres baleines retenues en captivité à son égard et, enfin, à son isolement dans un bassin ; éléments qui selon Cowperthwaite, ont contribué à l'agressivité de l'orque.

## Fiche technique
- Titre : Blackfish
- Titre alternatif français : L'Orque tueuse
- Réalisation : Gabriela Cowperthwaite
- Scénario : Gabriela Cowperthwaite, Tim Zimmermann et Eli B. Despres
- Production : Gabriela Cowperthwaite et Manuel V. Oteyza
- Sociétés de production : CNN Films et Manny O. Productions
- Sociétés de distribution : Magnolia Pictures[1]
- Photographie : Jonathan Ingalls et Christopher Towey
- Montage : Eli B. Despres
- Musique : Jeff Beal
- Pays de production : États-Unis
- Genre : Documentaire
- Langue : anglais
- Dates de sortie :
  - États-Unis : 19 janvier 2013 (Festival du film de Sundance 2013) ; 19 juillet 2013 (sortie nationale)
  - France : 29 juin 2014 (Arte)[2]

## Production
Cowperthwaite a travaillé sur le film après la mort de la dresseuse de Tilikum, Dawn Brancheau, en réponse aux affirmations de SeaWorld diffusant l'idée que cette attaque résultait du fait que la jeune femme portait une queue-de-cheval.

## Accueil

### Diffusion
En France, le film est diffusé à la télévision sur Arte en juin 2014 et le 2 juillet 2016.

### Accueil critique
Le film a reçu un accueil extrêmement positif. L'agrégateur de critiques Rotten Tomatoes lui accorde la note de 98 % ainsi que le label « Certified Fresh », et résume « Blackfish est un documentaire agressif et passionné qui va faire changer le regard que vous portez sur les spectacles d'orques ». Le Deseret News l'a défini de la façon suivante : « un exemple saisissant de documentaire parmi ce qui se fait de mieux ». Twitch Film et The Hollywood Reporter ont tous deux loué Blackfish, soutenant que le film est « un exemple persuasif contre la captivité de l'espèce - et, par extension, de n'importe quel animal sauvage - dans le simple but de divertir les humains, ». Film School Rejects a donné au documentaire la note de B- et écrit qu'il « ne propose jamais quoi que ce soit de vraiment innovant, mais que ce qu'il montre se caractérise par son extrême importance » et qu'il s'inclinait devant cette prise de position.
Par ailleurs, la famille de Dawn Brancheau, soigneuse tuée par Tillikum, et dont l'histoire est l'objet de Blackfish, ne cautionne pas le film.

### Controverses
Blackfish est sujet à des controverses quant à son contenu et à sa forme.

#### Sur la forme
Deux anciens soigneurs de SeaWorld ayant participé au film, ont pris la parole publiquement depuis sa sortie pour expliquer qu'ils avaient été manipulés[non neutre] par la production quant à l'objectif final du film. Ces soigneurs expliquent s'être sentis trahis par la production et renier le message du film.
- Bridgette Pirtle, témoignant dans Blackfish affirme qu'elle a été dupée par la réalisatrice et que jamais il ne lui a été dit que le film serait un « film propagandiste anti-Sea World[12] »[13]. Elle est cependant pour l'arrêt de l'utilisation des orques dans les spectacles et l'arrêt du programme de reproduction[14].

- Mark Simmons rejette également l'utilisation qui a été faite par le film de son interview, avec des paroles sorties de leur contexte[citation nécessaire][15]

Une autre des critiques exprimées est l'absence de confrontation des différents points de vue [citation nécessaire]. Cette absence ne serait pas volontaire de la part de la production qui affirme dans le documentaire que SeaWorld aurait refusé de participer au film.
Un avocat spécialisé dans la défense de l'industrie du tourisme et du divertissement, ancien cadre de Cedar Fair Entertainment Company et d'Universal Orlando, et membre de la New England Association of Amusement Parks & Attractions et de la International Association of Amusement Parks & Attractions, Erik H. Beard, avance d'autres arguments :
- plusieurs des prétendus témoins du film n'auraient, selon lui, jamais travaillé avec Tillikum[réf. nécessaire]
- plusieurs des intervenants du film sont des activistes, donc, selon lui, peu objectifs[16]. Parmi ces intervenants on trouve notamment le docteur en neurobiologie et spécialiste de l'éthologie des cétacés Lori Marino[17], et Howard Garrett[18].

#### Sur le fond
Dans son film, Cowperthwaite dénonce notamment les affirmations de SeaWorld, notamment celles prétendant que les baleines en captivité vivent plus longtemps, ce qui est sujet à controverses. Des études scientifiques semblent cependant contredire ce point de vue :
- la NOAA[19] (National Oceanic and Atmospheric Administration) avec des spécialistes de renommée mondiale comme John Ford et Ken Balcomb entre autres, a déterminé dans une étude[20] de 2005 que la mortalité infantile dans ces populations était très haute: 37-50 % des jeunes mourraient dans les 6 ou 7 premiers mois. Les causes restent indéterminées car les corps coulent et ne peuvent être étudiés. De plus cette étude confirme (page 36) que les espérances de vie des orques en milieu naturel et en milieu artificiel sont quasi identiques. À la naissance l'espérance de vie moyenne pour les orques de Colombie Britannique est de 29 ans pour les femelles et 17 ans pour les mâles. Pour les individus qui survivent les premiers six mois, l'espérance de vie moyenne devient 50-60 ans pour les femelles et 29 ans pour les mâles. Ce sujet est encore sujet à débat et ne fait pas consensus[21].

- Une autre étude menée dans les années 2000 le montre avec une méthode basée sur les acides gras des orques, sur divers groupes d'orques d'Alaska, étude qui a observé 47 orques résidentes et 23 orques nomades. L'étude stipule que la moyenne d'âge des mâles nomades dans ces groupes était de 22,3 ans pour les nomades et de 26,9 ans pour les résidents. De plus, il a été établi que la moyenne d'âge du groupe complet de nomades dans cette région était de 24,7, et de 28,4 pour les résidents de cette région.[citation nécessaire]

- La NOAA (National Oceanic and Atmospheric Administration) estime l'espérance de vie moyenne des orques mâles à 30 ans, avec possibilité de voir des orques de 50-60 ans, et même allant jusqu'à 100 ans. Pour les femelles, l'espérance de vie moyenne est de 50 ans et exceptionnellement jusqu'à 100 ans[22].
- Un article de Mark Schneider, paru en 2004 dans le NY times, affirme au contraire que certaines espèces vivent plus longtemps dans les parcs zoologiques qu'en mer, grâce aux soins permis par l'apprentissage médical[23]

### Réponse deSeaWorld
La société SeaWorld Entertainment, qui a refusé de participer à la production du film, a expliqué après sa diffusion que le film était inexact, fallacieux et exploitait une tragédie, dans une lettre ouverte publiée sur son site internet,. « Le film fait un portrait déformé en dissimulant certains faits essentiels sur SeaWorld. SeaWorld sauve, réhabilite et remet en liberté des centaines d'animaux sauvages chaque année, et dépense des millions de dollars pour leur conservation et les recherches scientifiques. » SeaWorld a également créé une section dédiée sur son site internet intitulée « Truth About Blackfish » (« La vérité sur Blackfish »),.
The Oceanic Preservation Society et The Orca Project, une ONG s'intéressant aux orques en captivité, ont répondu dans une lettre ouverte aux critiques de SeaWorld,, de même que la chercheuse marine Debbie Giles.
Le 27 février 2014, SeaWorld a adressé une plainte au Département du Travail des États-Unis, clamant que l'inspecteur de l'Occupational Safety and Health Administration (inspection du travail) qui a enquêté sur la mort de Brancheau a eu un comportement contraire à l'éthique en participant au film. Par la suite, la réalisatrice a démenti un grand nombre des critiques de Seaworld et a invité les représentants de SeaWorld à un débat public.

## Impact
La fin du film d'animation de Pixar Finding Dory a été revue après que les réalisateurs John Lasseter et Andrew Stanton ont vu le film et parlé à Gabriela Cowperthwaite.
Les groupes et chanteurs Heart, Barenaked Ladies, Willie Nelson, Martina McBride, .38 Special, Cheap Trick, REO Speedwagon, Pat Benatar, The Beach Boys, Trace Adkins et Trisha Yearwood ont annulé leurs concerts prévus au cours de l'événement « Bands, Brew & BBQ » au SeaWorld Orlando et au Busch Gardens Tampa en 2014,,.
SeaWorld s'est plaint d'avoir perdu plus de 15,9 millions de dollars à cause de la diffusion du film, bien que le PDG du parc James Atchison ait aussi attribué les pertes au prix des tickets et au mauvais temps. La fréquentation des parcs a décliné de 5 % au cours des neufs premiers mois de 2013, même s'il est difficile d'attribuer cette diminution à la seule influence du film.
En réponse au film, le sénateur de New York Greg Ball (en) a proposé une loi en février 2014 pour interdire la captivité des orques. En mars 2014, le député de Californie Richard Bloom (en) a proposé une loi intitulée Orca Welfare and Safety Act, qui, si elle est votée, interdirait les spectacles d'orques en captivité et libérerait toutes les orques actuellement détenues ; cette loi aurait un effet direct sur le parc de SeaWorld San Diego et son spectacle « Shamu (en) ».
À la suite de cette proposition, ainsi qu'une baisse majeure de l'action à Wall Street (30 %) consécutive à des résultats négatifs, Seaworld annonce en août 2014 qu'il va agrandir les bassins des orques. Après San Diego, où le nouveau bassin de 38 millions de litres d'eau pour une surface de 6 000 mètres carrés et une profondeur de 15 mètres (soit le double du bassin actuel) sera prêt en 2018, ceux d'Orlando et de San Antonio seront aussi agrandis.
En 2017, Seaworld est visé par deux enquêtes aux États-Unis : la première du ministère de la Justice américain et une autre de Securities and Exchange Commission. En effet, la société est accusée d'avoir minimisé l'impact du documentaire sur ses résultats financiers.

## Distinctions

### Récompenses
- Las Vegas Film Critics Society Awards 2013 : meilleur film documentaire
- St. Louis Film Critics Association Awards 2013 : meilleur film documentaire
- Washington D.C. Area Film Critics Association Awards 2013 : meilleur film documentaire
- Satellite Awards 2014 : meilleur film documentaire

### Nominations et sélections
- Festival du film de Sundance 2013 : sélection « U.S. Documentary Competition »
- Festival du film de Sydney 2013 : sélection « International Documentaries »
- IDA Awards 2013 : meilleur film documentaire

- British Academy Film Awards 2014 : meilleur film documentaire
- Critics' Choice Movie Awards 2014 : meilleur film documentaire